# Smartbook
Smartbook es una herramienta tecnológica de aprendizaje, mediante la cual cada estudiante aprende a un ritmo y manera diferente. Es un sistema creado por la editorial McGraw Hill con la finalidad de hacer un aprendizaje adaptativo. Emplea el componente de red social, poniendo en contacto a docentes con alumnos.

## Acceso
Tienen opción de acceso: profesores, y estudiantes. Para ello tienen que registrarse aportando una serie de datos personales y la clave de acceso que se proporciona con el libro.

## Grupos
Smartbook es una plataforma en la que se pueden crear diversos grupos de trabajo y estudio sobre una materia o área específica, y por niveles o secciones.
En los grupos creados se puede incluir tanto a los alumnos como a compañeros educadores.

## Herramientas
Dentro del contenido de estudio de cada sección podemos crear: informes de grupo, pruebas previas (con diversas opciones), asignaciones, editar e intentarlo como estudiante.
Dentro de la tabla de contenido se encuentran las diversas funciones de autoaprendizaje.

## Funcionamiento
El funcionamiento sigue un proceso de cuatro fases: vista previa, lectura, práctica y repaso.
La herramienta de aprendizaje es mediante comunidades globales. Es una plataforma educativa en línea que no necesita descargar el programa para su utilización.